# Nohejbal

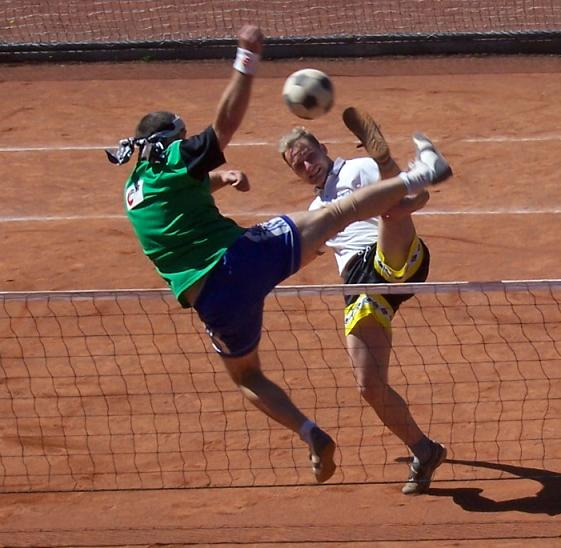

Nohejbal je míčový kolektivní sport pocházející z Československa. V angličtině se tento sport nazývá Football tennis nebo Futnet, v němčině Fußballtennis, ve francouzštině je to Tennis-Ballon. Sport s podobným názvem Netball je odvozený z basketbalu. Podobným sportem je Sepak takraw.
Česká nohejbalová reprezentace získala nejvíce titulů z MS a ME ze všech českých reprezentací.[zdroj?]

## Historie
V roce 1922 členové fotbalového klubu Slavia Praha začali hrát hru zvanou „fotbal přes šňůru“, v témže roce se začal hrát nohejbal i v Českých Budějovicích v blízkosti Malého jezu na řece Malši. Nohejbal tak jako ho známe dnes, tedy hra přes síť, se začal hrát později. Tahle nová hra měla pravidla téměř shodná s volejbalem, ale hraje se nohama místo rukama a také se liší počtem hráčů, obvykle 1,2 nebo 3 na každé straně.
Roku 1936 byla napsána první oficiální pravidla. První pohár se hrál roku 1940. Od roku 1962 byl nohejbal považován za rekreační sport, také v tomto roce byla založena Česká nohejbalová liga, ale pouze v Praze. V roce 1971 byl založen Český nohejbalový svaz. Nohejbal je velmi populární v Česku a na Slovensku, ale také v Rumunsku, Maďarsku, Brazílii, Švýcarsku, Rakousku, Chorvatsku a Francii.
Velký rozmach tohoto ryze českého sportu nastal také díky lidovému hnutí nazývanému tramping, trampové se s tímto sportem natolik ztotožnili, že jej považovali a dodnes i považují za svůj vlastní sport (tzv. trampský fotbal).
Tento sport se hraje hlavně na osadách, někdy se hraje do 11 bodů, někdy do 10 bodů a někdy dokonce do 15 či 25 bodů. Někdy se hraje "na ztráty", jindy se boduje rovnou, "beze ztrát". Na mistrovstvích světa se hraje na jeden dopad a do 11 bodů s tím, že dané mužstvo musí vyhrát o 2 body nebo končí 15. bodem jednoho z týmů.

## Mezinárodní nohejbalové svazy

### Mezinárodní nohejbalový svaz (FIFTA)
Federation International Footballtennis Association byl založen v roce 1987. Mistrovství Evropy se hraje od roku 1991, Mistrovství světa od roku 1994. Sídlo má v Bernu (Švýcarsko). FIFTA není členem SportAccord (býv. GAISF) ani MOV.

### Mezinárodní nohejbalová unie (UNIF)
Union Internationale de Futnet byla založena v roce 2010 v Ženevě. Její sídlo se nachází v Praze. Součástí UNIF je i Evropská nohejbalová asociace - European Futnet Association (EFTA). Mistrovství světa pořádá od roku 2012.

## Mezinárodní soutěže

### Mistrovství světa mužů (FIFTA)
Mistrovství světa mužů v nohejbale se hrálo každé dva roky v letech 1994–2010 ve třech kategoriích (jednotlivci, dvojice a trojice). V letech 2006–2008 se hrálo i v kategorii Cross Double. V roce 2004 (Prostějov) se možná hrálo i v kategorii Cross Double. V roce 2012 se mělo hrát v Osijeku nebo Istanbulu. MS se nekonalo. Posledních dvou šampionátů (2010 a 2014) se již nezúčastnily nejlepší reprezentace - Česko a Slovensko. Byla založena nová organizace.
| MS        | Rok  | Pořadatelské město | Disciplína   | Zlato       | Stříbro   | Bronz       |
| --------- | ---- | ------------------ | ------------ | ----------- | --------- | ----------- |
| 1.        | 1994 | Košice             | Single       | Maďarsko    | Slovensko | Rumunsko    |
| 1.        | 1994 | Košice             | Double       | Česko       | Slovensko | Rumunsko    |
| 1.        | 1994 | Košice             | Triple       | Slovensko   | Česko     | Rumunsko    |
| 2.        | 1996 | Maceió             | Single       | Rumunsko    | Slovensko | Česko       |
| 2.        | 1996 | Maceió             | Double       | Slovensko   | Česko     | Rumunsko    |
| 2.        | 1996 | Maceió             | Triple       | Česko       | Slovensko | Rumunsko    |
| 3.        | 1998 | Szolnok            | Single       | Slovensko   | Česko     | Rumunsko    |
| 3.        | 1998 | Szolnok            | Double       | Česko       | Slovensko | Rumunsko    |
| 3.        | 1998 | Szolnok            | Triple       | Česko       | Slovensko | Rumunsko    |
| 4.        | 2000 | Prostějov          | Single       | Česko       | Slovensko | Rumunsko    |
| 4.        | 2000 | Prostějov          | Double       | Slovensko   | Česko     | Rumunsko    |
| 4.        | 2000 | Prostějov          | Triple       | Slovensko   | Česko     | Rumunsko    |
| 5.        | 2002 | Szombathely        | Single       | Česko       | Slovensko | Rumunsko    |
| 5.        | 2002 | Szombathely        | Double       | Česko       | Slovensko | Rumunsko    |
| 5.        | 2002 | Szombathely        | Triple       | Slovensko   | Česko     | Rumunsko    |
| 6.        | 2004 | Prostějov          | Single       | Slovensko A | Česko     | Slovensko B |
| 6.        | 2004 | Prostějov          | Double       | Česko       | Slovensko | Rumunsko    |
| 6.        | 2004 | Prostějov          | Triple       | Slovensko   | Česko     | Rumunsko    |
| 7.        | 2006 | Oradea             | Single       | Rumunsko    | Česko     | Slovensko   |
| 7.        | 2006 | Oradea             | Double       | Slovensko   | Česko     | Rumunsko    |
| 7.        | 2006 | Oradea             | Cross Double | Česko       | Rumunsko  | Slovensko   |
| 7.        | 2006 | Oradea             | Triple       | Slovensko   | Česko     | Rumunsko    |
| 8.        | 2008 | Nymburk            | Single       | Rumunsko    | Francie   | Česko       |
| 8.        | 2008 | Nymburk            | Double       | Česko       | Rumunsko  | Slovensko   |
| 8.        | 2008 | Nymburk            | Cross Double | Česko       | Slovensko | Rumunsko    |
| 8.        | 2008 | Nymburk            | Triple       | Slovensko   | Česko     | Maďarsko    |
| 9.        | 2010 | Istanbul           | Single       | Rumunsko    | Maďarsko  | Chorvatsko  |
| 9.        | 2010 | Istanbul           | Double       | Rumunsko    | Maďarsko  | Chorvatsko  |
| 9.        | 2010 | Istanbul           | Triple       | Maďarsko    | Rumunsko  | Chorvatsko  |
| 10. (11.) | 2014 | Severní Nikósie    | Single       | Rumunsko    | Francie   | Chorvatsko  |
| 10. (11.) | 2014 | Severní Nikósie    | Double       | Rumunsko    | Francie   | Maďarsko    |
| 10. (11.) | 2014 | Severní Nikósie    | Triple       | Francie     | Rumunsko  | Maďarsko    |

### Mistrovství světa mužů (UNIF)
Mistrovství světa mužů UNIF v nohejbale se hraje ve třech kategoriích (jednotlivci, dvojice a trojice) od roku 2012. Hraje se na jeden dopad.
| MS                                               | Rok  | Pořadatelské město | Disciplína | Zlato     | Stříbro   | Bronz     |
| ------------------------------------------------ | ---- | ------------------ | ---------- | --------- | --------- | --------- |
| 1.                                               | 2012 | Nymburk            | Single     | Slovensko | Maďarsko  | Česko     |
| 1.                                               | 2012 | Nymburk            | Double     | Slovensko | Česko     | Maďarsko  |
| 1.                                               | 2012 | Nymburk            | Triple     | Slovensko | Česko     | Maďarsko  |
| 2.                                               | 2016 | Brno               | Single     | Česko     | Rumunsko  | Švýcarsko |
| 2.                                               | 2016 | Brno               | Double     | Slovensko | Česko     | Švýcarsko |
| 2.                                               | 2016 | Brno               | Triple     | Česko     | Slovensko | Francie   |
| 3.                                               | 2018 | Kluž               | Single     | Česko     | Slovensko | Švýcarsko |
| 3.                                               | 2018 | Kluž               | Double     | Česko     | Slovensko | Rumunsko  |
| 3.                                               | 2018 | Kluž               | Triple     | Česko     | Slovensko | Rumunsko  |
| MS 2020 bylo zrušeno z důvodu pandemie covidu-19 |      |                    |            |           |           |           |
| 4.                                               | 2022 | Praha              | Single     | Maďarsko  | Slovensko | Česko     |
| 4.                                               | 2022 | Praha              | Double     | Francie   | Slovensko | Česko     |
| 4.                                               | 2022 | Praha              | Triple     | Slovensko | Česko     | Francie   |
| 5.                                               | 2024 | Budapěšť           | Single     | Česko     | Slovensko | Maďarsko  |
| 5.                                               | 2024 | Budapěšť           | Double     | Slovensko | Česko     | Maďarsko  |
| 5.                                               | 2024 | Budapěšť           | Triple     | Česko     | Slovensko | Irák      |

### Mistrovství Evropy mužů (FIFTA)
Mistrovství Evropy mužů v nohejbale (FIFTA) se hrálo každé dva roky v letech 1991–2011 (mimo 2003) ve třech kategoriích (jednotlivci, dvojice a trojice). V letech 2005–2007 se hrálo i v kategorii Cross Double.
| ME | Rok  | Pořadatelské město            | Disciplína   | Zlato          | Stříbro        | Bronz          |
| -- | ---- | ----------------------------- | ------------ | -------------- | -------------- | -------------- |
| 1  | 1991 | Szolnok a Kaposvár, Meiringen | Single       | Maďarsko       | Rumunsko       | Československo |
| 1  | 1991 | Szolnok a Kaposvár, Meiringen | Double       | Maďarsko       | Československo | Rumunsko       |
| 1  | 1991 | Szolnok a Kaposvár, Meiringen | Triple       | Československo | Maďarsko       | Rumunsko       |
| 2  | 1993 | Bukurešť                      | Single       | Maďarsko       | Slovensko      | Švédsko        |
| 2  | 1993 | Bukurešť                      | Double       | Česko          | Slovensko      | Maďarsko       |
| 2  | 1993 | Bukurešť                      | Triple       | Slovensko      | Česko          | Rumunsko       |
| 3  | 1995 | Mönchengladbach               | Single       | Slovensko      | Rumunsko       | Rakousko       |
| 3  | 1995 | Mönchengladbach               | Double       | Česko          | Slovensko      | Rumunsko       |
| 3  | 1995 | Mönchengladbach               | Triple       | Česko          | Slovensko      | Rumunsko       |
| 4  | 1997 | Grenoble                      | Single       | Slovensko      | Česko          | Maďarsko       |
| 4  | 1997 | Grenoble                      | Double       | Česko          | Slovensko      | Maďarsko       |
| 4  | 1997 | Grenoble                      | Triple       | Česko          | Slovensko      | Maďarsko       |
| 5  | 1999 | Istanbul                      | Single       | Rumunsko       | Maďarsko       | Česko          |
| 5  | 1999 | Istanbul                      | Double       | Česko          | Slovensko      | Rumunsko       |
| 5  | 1999 | Istanbul                      | Triple       | Česko          | Slovensko      | Rumunsko       |
| 6  | 2001 | Szolnok                       | Single       | Slovensko      | Česko          | Rumunsko       |
| 6  | 2001 | Szolnok                       | Double       | Česko          | Slovensko      | Rumunsko       |
| 6  | 2001 | Szolnok                       | Triple       | Česko          | Slovensko      | Rumunsko       |
| 7  | 2005 | Oradea                        | Single       | Česko          | Slovensko A    | Slovensko B    |
| 7  | 2005 | Oradea                        | Double       | Slovensko      | Česko          | Rumunsko       |
| 7  | 2005 | Oradea                        | Cross Double | Rumunsko       | Česko          | Slovensko      |
| 7  | 2005 | Oradea                        | Triple       | Slovensko      | Rumunsko       | Česko          |
| 8  | 2007 | Trenčín                       | Single       | Slovensko      | Švýcarsko      | Česko          |
| 8  | 2007 | Trenčín                       | Double       | Česko          | Slovensko      | Rumunsko       |
| 8  | 2007 | Trenčín                       | Cross Double | Slovensko      | Česko          | Maďarsko       |
| 8  | 2007 | Trenčín                       | Triple       | Slovensko      | Česko          | Rumunsko       |
| 9  | 2009 | Istanbul                      | Single       | Slovensko      | Rumunsko       | Česko          |
| 9  | 2009 | Istanbul                      | Double       | Slovensko      | Česko          | Rumunsko       |
| 9  | 2009 | Istanbul                      | Triple       | Slovensko      | Česko          | Maďarsko       |

### Mistrovství Evropy mužů (EFTA)
Mistrovství Evropy mužů v nohejbale (EFTA) se hraje ve třech kategoriích (jednotlivci, dvojice a trojice) od roku 2011.
| ME | Rok  | Pořadatelské město | Disciplína | Zlato     | Stříbro   | Bronz     |
| -- | ---- | ------------------ | ---------- | --------- | --------- | --------- |
| 1  | 2011 | Corte              | Single     | Slovensko | Česko     | Francie   |
| 1  | 2011 | Corte              | Double     | Slovensko | Česko     | Švýcarsko |
| 1  | 2011 | Corte              | Triple     | Slovensko | Česko     | Švýcarsko |
| 2  | 2015 | Humenné            | Single     | Rumunsko  | Česko     | Maďarsko  |
| 2  | 2015 | Humenné            | Double     | Česko     | Slovensko | Rumunsko  |
| 2  | 2015 | Humenné            | Triple     | Česko     | Slovensko | Rumunsko  |

## Česká extraliga
Českou extraligu v roce 2023 hrají tyto týmy:
- MNK mobilprovás Modřice
- SK LIAPOR Karlovy Vary
- SK Start Praha
- TJ Spartak ALUTEC KK Čelákovice
- TJ AVIA Čakovice
- SKN Žatec
- NK AUSTIN Vsetín
- TJ Plazy